# Gerion
Gerion fou una marca catalana d'automòbils, fabricats per l'empresa Vertmetal a Girona entre 1970 i 1975. Fundada per Josep Vert durant la dècada de 1940 a Torroella de Montgrí, Baix Empordà, Vertmetal es dedicava al carrossat de vehicles de motor i a la restauració d'automòbils antics. El 1962, Vert traslladà el seu taller a Girona on, al cap d'uns anys, projectà de fabricar una línia d'automòbils clàssics per als quals ideà la marca Gerion, en homenatge a la ciutat. El projecte, però, no va arribar a fructificar.

## Història

### Antecendets: Vertmetal
Josep Vert (1914 - 2002) havia nascut al si d'una família de constructors de carruatges, amb diverses generacions dedicades a construir carros i tartanes a Torroella. Fou un dels primers carrossers de la península Ibèrica a aplicar diverses tècniques innovadores en el carrossat de vehicles de motor. Després de la guerra civil espanyola, es va dedicar a reparar els cotxes destrossats pel conflicte i a la construcció de carrosseries d'autobusos i furgons. També col·laborà amb el col·leccionista Salvador Claret en la restauració d'automòbils antics abandonats.

### El naixement de Gerion
Establerta a Girona des del 1962, Vertmetal rebia sovint encàrrecs únics. Michel Urman, representant d'un importador francès d'Aston Martin i Austin, li demanà de carrossar un Aston Martin de 1932 que després fou exposat al Saló de l'Automòbil de París de 1967. Més tard va reconstruir un Bugatti Tipo 37 per al seu proveïdor de recanvis francès. En veure aquesta obra, John Smart (un americà establert a Lloret de Mar que col·laborava amb Josep Vert) i Michel Urman proposaren a Vert de produir-ne rèpliques en sèrie. Fou aleshores quan Josep Vert creà la marca Gerion per a aquest nou projecte.
El primer prototip es construí sobre mecànica i bastidor d'Austin Healey, al qual se li adaptà una carrosseria semblant a la que es va emprar amb el Bugatti. Després d'aquest primer model, se'n va projectar un altre amb base de Fiat 125 i un bastidor que es construí expressament a Califòrnia (d'on provenia John Smart) i s'envià a Girona per avió via Barcelona. Diversos problemes administratius referents a la importació del motor Fiat 125 varen fer que Vert optés per muntar una unitat del mateix model procedent d'un sinistre. Després, es va construir un tercer vehicle idèntic a aquest per a continuar-ne la sèrie alhora que s'enviava el segon als EUA per avió, on li havien d'instal·lar un motor adient i, alhora, iniciar-ne la corresponent publicitat. El cas és que en tenir un motor donat de baixa per desballestament, el vehicle no es va poder matricular i, per tant, es va enviar sense motor.

### La fi del projecte
Quan Vert i els seus socis volgueren formalitzar la seva nova empresa, es trobaren amb la negativa dels organismes oficials per a donar-la d'alta com a fabricant d'automòbils. Els requeriments necessaris per a aquesta classificació eren inassolibles per a Vert i, per tant, en no poder fabricar automòbils -ni que només fos sense motor- la continuació del projecte no era viable econòmicament i aquest fou desestimat.
El segon cotxe Gerion restà en propietat de Josep Vert fins que més tard l'adquirí un resident estranger. La publicitat obtinguda per la realització d'aquests prototips va provocar que comencessin a arribar alguns encàrrecs d'aficionats i especialment de marxants de cotxes clàssics amb propostes de carrosseria i de rèpliques, però Vert les rebutjà perquè el fet de renovar aquells projectes equivalia a perjudicar la marxa dels tallers Vertmetal, els quals ja s'havien adaptat a la reparació tradicional de xapa i pintura.